# コリン・キャッスルトン
コリン・リード・キャッスルトン（Colin Reed Castleton, 2000年5月25日 - ）は、アメリカ合衆国・フロリダ州ペンブロークパインズ出身のプロバスケットボール選手。NBAのトロント・ラプターズに所属している。ポジションはセンター。

## 経歴

### カレッジ
ミシガン大学で2年間プレーするも十分な出場機会を得られなかった。2019-20シーズン終了後、高校時代もオファーを受けていたフロリダ大学へ転校した。
転校1年目の2020-21シーズンは出場機会が増加し、平均12.4得点、6.4リバウンド、2.3ブロックを記録。オールSECセカンドチームに選出された。シーズン終了後、2021年のNBAドラフトにアーリーエントリーしたが、後に撤回して大学に残った。
2022-23シーズンは平均16.0得点、7.7リバウンドを記録し、オールSECファーストチームに選出された。

### ロサンゼルス・レイカーズ
2023年のNBAドラフトでは指名がなく、ドラフト後にロサンゼルス・レイカーズとのツーウェイ契約を結んだ。
2024-25シーズン開幕前の2024年10月20日にレイカーズから解雇された。

### メンフィス・グリズリーズ
2024年10月27日にロングアイランド・ネッツへ加入したが、3日後にメンフィス・グリズリーズとツーウェイ契約を結んだ。2025年1月10日にグリズリーズから解雇された。

### オセオラ・マジック
2025年1月15日にNBAGリーグのオセオラ・マジックへ加入した。

### トロント・ラプターズ
3月6日にトロント・ラプターズとの10日間契約に合意し、同日にNBAGリーグのラプターズ・905にアサインされた。同月16日にラプターズと再び10日間契約で合意した。

### フィラデルフィア・76ers
4月2日にフィラデルフィア・76ersとの10日間契約に合意した。

### ラプターズ復帰
同月12日に1ヶ月前に所属していたトロント・ラプターズと2年契約を結んだ。

## 個人成績

### NBA

#### レギュラーシーズン
| シーズン | チーム | GP | GS | MPG  | FG%  | 3P%  | FT%   | RPG | APG | SPG | BPG | PPG |
| -------- | ------ | -- | -- | ---- | ---- | ---- | ----- | --- | --- | --- | --- | --- |
| 2023–24  | LAL    | 16 | 0  | 3.7  | .563 | ---  | 1.000 | .8  | .2  | .1  | .0  | 1.5 |
| 2024–25  | MEM    | 10 | 0  | 4.6  | .200 | .000 | .909  | .9  | .0  | .1  | .1  | 1.4 |
| 2024–25  | TOR    | 11 | 4  | 26.2 | .500 | .250 | .722  | 6.9 | 1.6 | .5  | .7  | 7.2 |
| 2024–25  | PHI    | 5  | 0  | 19.6 | .500 | .000 | .667  | 7.4 | 2.0 | .2  | .2  | 6.0 |
| 通算     | 通算   | 42 | 4  | 11.7 | .482 | .125 | .795  | 3.2 | .7  | .2  | .2  | 3.5 |

### カレッジ
| シーズン | チーム   | GP  | GS | MPG  | FG%  | 3P%  | FT%  | RPG | APG | SPG | BPG | PPG  |
| -------- | -------- | --- | -- | ---- | ---- | ---- | ---- | --- | --- | --- | --- | ---- |
| 2018–19  | ミシガン | 19  | 0  | 3.5  | .409 | .000 | .333 | 1.1 | .1  | .1  | .2  | 1.1  |
| 2019–20  | ミシガン | 25  | 0  | 7.9  | .540 | .000 | .828 | 2.4 | .3  | .1  | .5  | 3.1  |
| 2020–21  | フロリダ | 24  | 21 | 25.7 | .597 | .000 | .781 | 6.4 | 1.1 | .5  | 2.3 | 12.4 |
| 2021–22  | フロリダ | 28  | 28 | 30.7 | .546 | .000 | .703 | 9.0 | 1.5 | .9  | 2.2 | 16.2 |
| 2022–23  | フロリダ | 26  | 26 | 31.2 | .500 | .133 | .729 | 7.7 | 2.7 | .9  | 3.0 | 16.0 |
| 通算     | 通算     | 122 | 75 | 20.9 | .537 | .063 | .730 | 5.6 | 1.2 | .5  | 1.7 | 10.4 |